# Colón (Putumayo)
Colón é um município da Colômbia, localizado no departamento de Putumayo.